# مقاطعة بوب (إلينوي)
مقاطعة بوب (بالإنجليزية: Pope County)‏ هي إحدى المقاطعات في ولاية إلينوي في الولايات المتحدة الأمريكية.

## معرض صور

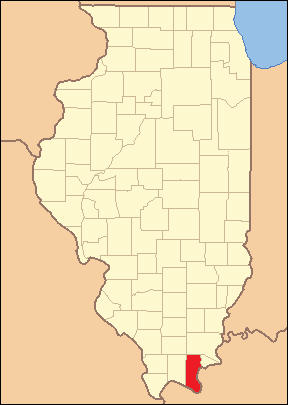
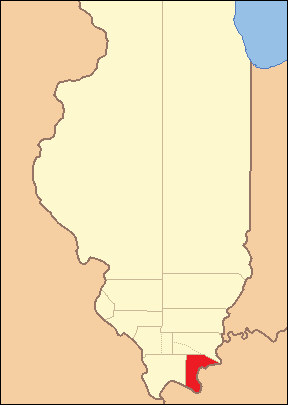
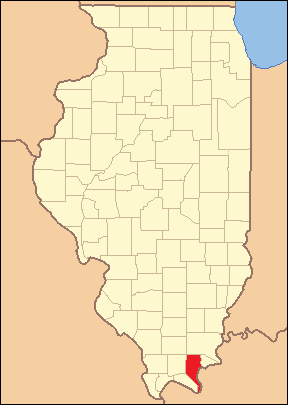
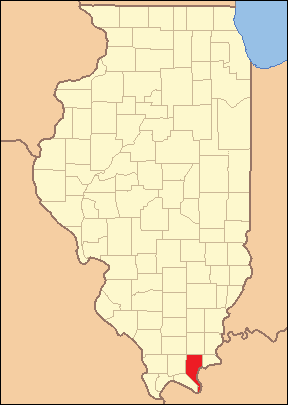